# Volby do Senátu Parlamentu České republiky 2012

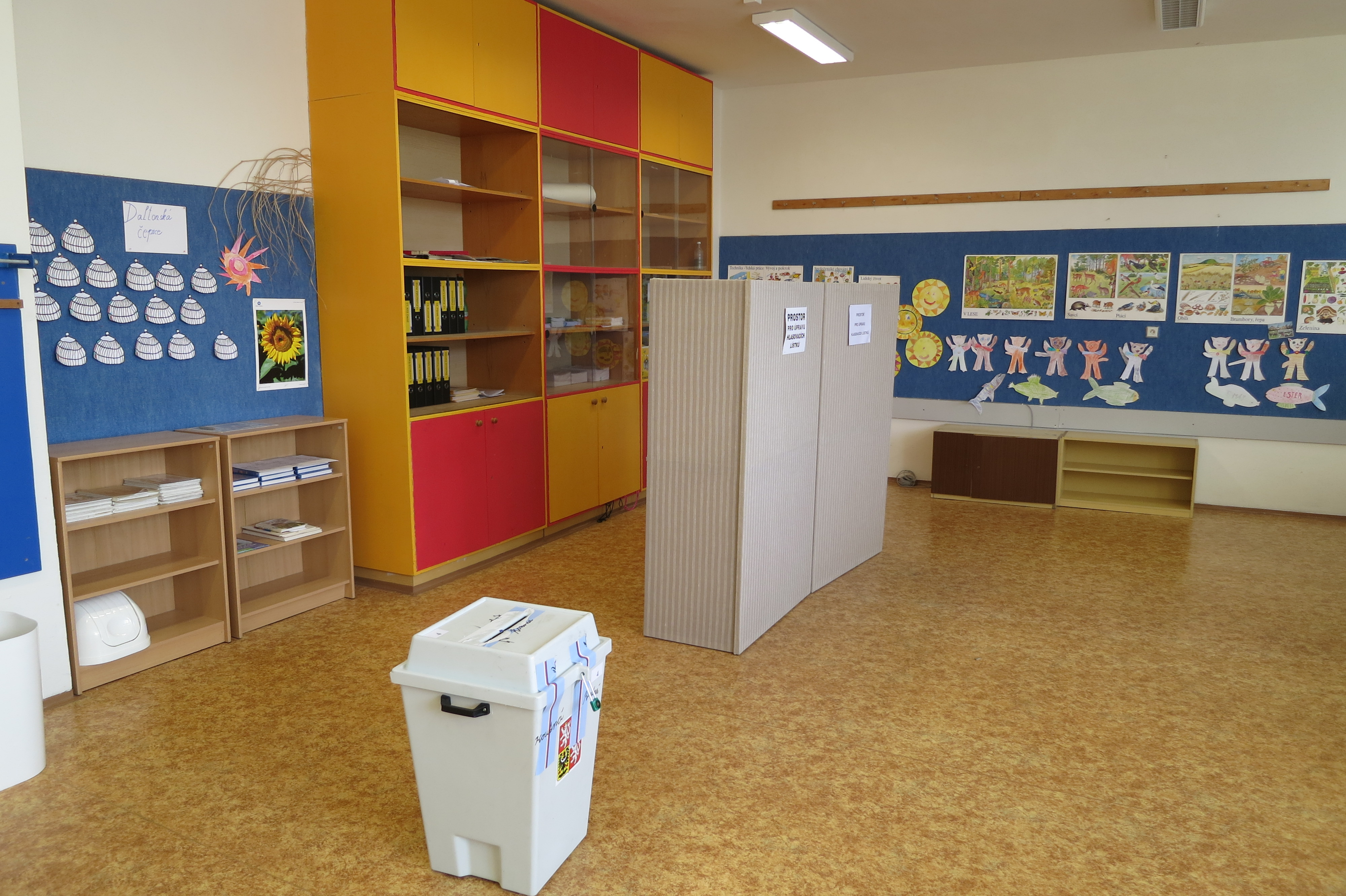
Volební místnost v Třebíči

Volby do Senátu Parlamentu České republiky se v roce 2012 konaly společně s volbami do zastupitelstev krajů 12. a 13. října (první kolo) a následně 19. a 20. října (druhé kolo). Volila se třetina Senátu (27 z 81 mandátů) ve 27 volebních obvodech.

## 1. kolo
První kolo voleb do jedné třetiny Senátu Parlamentu ČR se konalo 12. a 13. října 2012, první výsledky těchto voleb se začaly objevovat po skončení voleb po 14. hodině v druhý volební den. Po 22. hodině téhož dne již byly spočteny všechny okrsky a bylo jisto, že žádný z kandidátů se nestal senátorem přímo z voleb v prvním kole - tj. nesplnil podmínku zisku nadpolovičního počtu hlasů. Nejblíž této hranici byl Jiří Čunek (kandidát okresu Vsetín, zisk 47,28 % hlasů), dalšími velmi úspěšnými kandidáty (zisk nad 40 % hlasů v daném okrsku) byli: Božena Sekaninová (kandidát okresu Prostějov, 42,65 % hlasů), Petr Vícha (kandidát okresu Karviná, 41,18 % hlasů) a Jaroslav Kubera (kandidát okresu Teplice, 40,49 % hlasů). 
Druhé kolo se konalo v celkem 27 volebních obvodech, postoupilo do něj tedy 54 kandidátů z různých uskupení. Nejvyšší počet postupujících kandidátů má stranickou příslušnost k ČSSD - celkem 23, druhý nejvyšší počet postupujících kandidátů získala KSČM - 12, třetí nejúspěšnější stranou je ODS - 10 postupujících kandidátů. Do druhých kol postoupili i dva nezávislí kandidáti a dalších sedm kandidátů různých subjektů.

## 2. kolo
Druhé kolo voleb do Senátu se konalo 19. a 20. října.

## Výsledky
| navrhující strana | navrhující strana   | končících mandátů | kandidátů | vrácených kaucí | nejlepší výsledek v 1. kole | nejlepší výsledek v 1. kole             | postupujících do 2. kola | získaných mandátů | rozdíl |
| navrhující strana | navrhující strana   | končících mandátů | kandidátů | vrácených kaucí | hlasů                       | kandidát                                | postupujících do 2. kola | získaných mandátů | rozdíl |
| ----------------- | ------------------- | ----------------- | --------- | --------------- | --------------------------- | --------------------------------------- | ------------------------ | ----------------- | ------ |
|                   | ČSSD                | 6                 | 27        | 27              | 42,65%                      | Božena Sekaninová; Prostějov            | 23                       | 13                | +7 ▲   |
|                   | KSČM                | 1                 | 27        | 27              | 29,56%                      | Milada Halíková (bezpp); Karviná        | 12                       | 1                 | ±0 ▬   |
|                   | ODS                 | 14                | 27        | 27              | 40,49%                      | Jaroslav Kubera; Teplice                | 10                       | 4                 | -10 ▼  |
|                   | NÁR.SOC.            | 0                 | 18        | 0               | 5,65%                       | Jiří Šlégr; Litoměřice                  | 0                        | 0                 | ▬      |
|                   | TOP 09              | 0                 | 16        | 15              | 14,69%                      | Zdeněk Zavřel (bezpp); Praha 2          | 0                        | 0                 | ±0 ▬   |
|                   | KDU-ČSL             | 4                 | 15        | 13              | 47,28%                      | Jiří Čunek; Vsetín                      | 2                        | 2                 | -2 ▼   |
|                   | Svobodní            | 0                 | 8         | 5               | 9,68%                       | Jiří Pánek; Sokolov                     | 0                        | 0                 | ▬      |
|                   | STAN                | 1                 | 7         | 7               | 22,91%                      | Jiří Šesták (HOPB); České Budějovice    | 2                        | 2                 | +1 ▲   |
|                   | ANO                 | 0                 | 7         | 5               | 8,35%                       | Václava Domšová (bezpp); Náchod         | 0                        | 0                 | ▬      |
|                   | VV                  | 0                 | 7         | 0               | 5,06%                       | Lenka Procházková (bezpp); Praha 8      | 0                        | 0                 | ▬      |
|                   | SPOZ                | 0                 | 6         | 1               | 17,58%                      | Jiřina Rippelová (bezpp); Domažlice     | 0                        | 0                 | ±0 ▬   |
|                   | Suverenita          | 0                 | 6         | 1               | 8,35%                       | Jiří Somberg (bezpp); Mladá Boleslav    | 0                        | 0                 | ▬      |
|                   | SNK ED              | 0                 | 5         | 1               | 8,97%                       | Petr Řezníček; Chrudim                  | 0                        | 0                 | ▬      |
|                   | SsČR                | 0                 | 5         | 1               | 8,18%                       | Stanislav Vodička (bezpp); Svitavy      | 0                        | 0                 | ▬      |
|                   | SBB                 | 0                 | 5         | 0               | 3,01%                       | Václav Netolický (bezpp); Chomutov      | 0                        | 0                 | ▬      |
|                   | PP                  | 0                 | 4         | 0               | 1,54%                       | Valentin Papazian (bezpp); Praha 12     | 0                        | 0                 | ▬      |
|                   | SZ                  | 0                 | 3         | 3               | 26,74%                      | Eliška Wagnerová (bezpp); Brno-město    | 1                        | 1                 | +1 ▲   |
|                   | S.cz                | 0                 | 3         | 2               | 15,70%                      | Petr Pípal; Teplice                     | 0                        | 0                 | ±0 ▬   |
|                   | Piráti              | 0                 | 3         | 1               | 24,31%                      | Libor Michálek (bezpp); Praha 2         | 1                        | 1                 | +1 ▲   |
|                   | KSČ                 | 0                 | 3         | 1               | 6,83%                       | Růžena Šarišská; Ostrava-město          | 0                        | 0                 | ▬      |
|                   | KONS                | 0                 | 3         | 1               | 7,54%                       | Miroslav Volařík (bezpp); Břeclav       | 0                        | 0                 | ▬      |
|                   | SD-SN               | 0                 | 2         | 2               | 9,73%                       | Jiří Klepsa (bezpp); Náchod             | 0                        | 0                 | ▬      |
|                   | SP                  | 0                 | 2         | 1               | 17,25%                      | Jana Lorencová (bezpp); Karviná         | 0                        | 0                 | ▬      |
|                   | Ostravak            | 0                 | 1         | 1               | 31,75%                      | Leopold Sulovský (bezpp); Ostrava-město | 1                        | 1                 | +1 ▲   |
|                   | Další strany        | 0                 | 12        | 4               | -                           | -                                       | 0                        | 0                 | -1 ▼   |
|                   | Nezávislí kandidáti | 0                 | 11        | 11              | -                           | -                                       | 2                        | 2                 | +2 ▲   |
| Celkem            | Celkem              | 27                | 219       | 146             | -                           | -                                       | 54                       | 27                | ▬      |

1. ↑  Mandát končí Adolfu Jílkovi, zvolenému původně za KDU-ČSL.
2. 1 2  Mandáty končí celkem třem členům klubu TOP09 a Starostové.
3. ↑  Mandát končí Jiřině Rippelové původně zvolené za ČSSD.
4. ↑  Volební stranou je koalice Pirátů, SZ a KDU-ČSL.
5. ↑  Označuje další strany a hnutí, které nominovali pouze jednoho kandidáta a neprobojovali se do 2. kola.
6. ↑  Mandát končí Soně Paukrtové zvolené za SOS, která letos žádného kandidáta nenavrhla.
7. ↑  Označuje kandidáty nenominované žádnou stranou. Museli k nominaci získat 1000 podpisů voličů ze svého obvodu.

## Volební obvody

Volební obvody při volbách do Senátu

Volí se ve volebních obvodech 3n+2:
č. 2 – Sokolov • č. 5 – Chomutov • č. 8 – Rokycany • č. 11 – Domažlice • č. 14 – České Budějovice • č. 17 – Praha 12 • č. 20 – Praha 4 • č. 23 – Praha 8 • č. 26 – Praha 2 • č. 29 – Litoměřice • č. 32 – Teplice • č. 35 – Jablonec nad Nisou • č. 38 – Mladá Boleslav • č. 41 – Benešov • č. 44 – Chrudim • č. 47 – Náchod • č. 50 – Svitavy • č. 53 – Třebíč • č. 56 – Břeclav • č. 59 – Brno-město • č. 62 – Prostějov • č. 65 – Šumperk • č. 68 – Opava • č. 71 – Ostrava-město • č. 74 – Karviná • č. 77 – Vsetín • č. 80 – Zlín
| Obvod                      | Původní senátor                          | Kandidátů | Účast   | Účast   | 1. postupující                                | 1. postupující  | 1. postupující  | 2. postupující                  | 2. postupující  | 2. postupující  |
| Obvod                      | Původní senátor                          | Kandidátů | 1. kolo | 2. kolo |                                               | hlasů v 1. kole | hlasů v 2. kole |                                 | hlasů v 1. kole | hlasů v 2. kole |
| -------------------------- | ---------------------------------------- | --------- | ------- | ------- | --------------------------------------------- | --------------- | --------------- | ------------------------------- | --------------- | --------------- |
| č. 2 – Sokolov             | Pavel Čáslava (ODS)                      | 9         | 27,25%  | 10,43%  | Zdeněk Berka (ČSSD)                           | 6 364 (29,21%)  | 5 373 (56,68%)  | Jiří Holan (KSČM)               | 4 688 (21,52%)  | 4 106 (43,31%)  |
| č. 5 – Chomutov            | Václav Homolka (KSČM)                    | 12        | 30,80%  | 11,83%  | Václav Homolka (KSČM)                         | 6 815 (24,62%)  | 6 999 (59,62%)  | Rudolf Kozák (ČSSD)             | 4 646 (16,78%)  | 4 740 (40,37%)  |
| č. 8 – Rokycany            | Luděk Sefzig (ODS)                       | 7         | 36,27%  | 13,94%  | Milada Emmerová (ČSSD)                        | 9 746 (27,49%)  | 8 399 (54,79%)  | Jiří Valenta (KSČM)             | 8 830 (24,91%)  | 6 929 (45,20%)  |
| č. 11 – Domažlice          | Jiřina Rippelová (bezpp) zvolena za ČSSD | 6         | 37,11%  | 22,73%  | Jan Látka (ČSSD)                              | 8 640 (25,39%)  | 12 128 (51,56%) | Rudolf Salvetr (ODS)            | 7 521 (22,10%)  | 11 391 (48,43%) |
| č. 14 – České Budějovice   | Jiří Pospíšil (ODS)                      | 8         | 39,23%  | 18,44%  | Jan Zahradník (ODS)                           | 12 357 (30,08%) | 9 408 (45,00%)  | Jiří Šesták („HOPB“) za STAN    | 9 412 (22,91%)  | 11 495 (54,99%) |
| č. 17 – Praha 12           | Tomáš Grulich (ODS)                      | 10        | 29,68%  | 22,34%  | Tomáš Grulich (ODS)                           | 5 284 (20,02%)  | 12 416 (61,29%) | František Adámek (ČSSD)         | 4 574 (17,33%)  | 7 841 (38,70%)  |
| č. 20 – Praha 4            | Tomáš Töpfer (bezpp) za ODS              | 9         | 31,48%  | 25,31%  | Eva Syková (bezpp) za ČSSD                    | 7 055 (24,72%)  | 12 243 (52,50%) | Tomáš Töpfer (bezpp) za ODS     | 6 756 (23,67%)  | 11 076 (47,49%) |
| č. 23 – Praha 8            | Alena Palečková (ODS)                    | 12        | 29,13%  | 29,78%  | Jiří Dolejš (KSČM)                            | 6 568 (22,05%)  | 11 606 (37,57%) | Daniela Filipiová (ODS)         | 6 468 (21,71%)  | 19 284 (62,42%) |
| č. 26 – Praha 2            | Daniela Filipiová (ODS)                  | 13        | 27,66%  | 19,07%  | Libor Michálek (bezpp) za Piráty              | 5 520 (24,31%)  | 11 807 (74,39%) | Stanislav Křeček (ČSSD)         | 4 046 (17,82%)  | 4 064 (25,60%)  |
| č. 29 – Litoměřice         | Alexandr Vondra (ODS)                    | 10        | 35,82%  | 16,84%  | Jitka Sachetová (KSČM)                        | 9 422 (24,53%)  | 9 447 (47,43%)  | Hassan Mezian (ČSSD)            | 8 595 (22,37%)  | 10 467 (52,56%) |
| č. 32 – Teplice            | Jaroslav Kubera (ODS)                    | 8         | 32,87%  | 19,07%  | Jaroslav Kubera (ODS)                         | 12 582 (40,49%) | 13 130 (66,84%) | Jaroslav Dubský (KSČM)          | 5 755 (18,52%)  | 6 513 (33,15%)  |
| č. 35 – Jablonec nad Nisou | Soňa Paukrtová (bezpp) za SOS            | 10        | 37,07%  | 19,90%  | Jaroslav Zeman (ODS)                          | 8 043 (21,41%)  | 14 403 (63,62%) | Stanislav Eichler (ČSSD)        | 5 838 (15,54%)  | 8 236 (36,37%)  |
| č. 38 – Mladá Boleslav     | Jaromír Jermář (ČSSD)                    | 10        | 39,97%  | 26,57%  | Jaromír Jermář (ČSSD)                         | 13 100 (32,23%) | 17 916 (60,11%) | Adolf Beznoska (ODS)            | 10 338 (25,43%) | 11 885 (39,88%) |
| č. 41 – Benešov            | Karel Šebek (ODS)                        | 12        | 36,68%  | 15,67%  | Karel Šebek (ODS)                             | 7 223 (18,87%)  | 8 096 (44,94%)  | Luděk Jeništa (bezpp) za STAN   | 6 198 (16,19%)  | 9 918 (55,05%)  |
| č. 44 – Chrudim            | Petr Pithart (KDU-ČSL)                   | 10        | 40,42%  | 19,85%  | Jan Veleba (bezpp) jako nezávislý kandidát    | 8 843 (20,97%)  | 13 500 (59,73%) | Tomáš Škaryd (ČSSD)             | 7 339 (17,40%)  | 9 100 (40,26%)  |
| č. 47 – Náchod             | Petr Pakosta (nezávislý, původně ODS)    | 11        | 38,17%  | 15,38%  | Soňa Marková (KSČM)                           | 5 650 (16,50%)  | 5 827 (38,17%)  | Lubomír Franc (ČSSD)            | 5 444 (15,90%)  | 9 435 (61,82%)  |
| č. 50 – Svitavy            | Václav Koukal (bezpp) za KDU-ČSL         | 7         | 38,78%  | 15,14%  | Radko Martínek (ČSSD)                         | 11 138 (32,36%) | 10 394 (69,71%) | Zuzka Bebarová-Rujbrová (KSČM)  | 6 424 (18,66%)  | 4 515 (30,28%)  |
| č. 53 – Třebíč             | Vítězslav Jonáš (ODS)                    | 5         | 39,81%  | 20,81%  | František Bublan (bezpp) za ČSSD              | 9 089 (27,40%)  | 10 967 (58,10%) | Josef Zahradníček (KSČM)        | 8 945 (26,97%)  | 7 909 (41,89%)  |
| č. 56 – Břeclav            | Jan Hajda (ČSSD)                         | 10        | 32,74%  | 13,74%  | Jan Hajda (ČSSD)                              | 7 992 (26,57%)  | 9 168 (65,54%)  | Zdeněk Tesařík (KSČM)           | 5 466 (18,17%)  | 4 819 (34,45%)  |
| č. 59 – Brno-město         | Richard Svoboda (ODS)                    | 10        | 30,32%  | 14,85%  | Eliška Wagnerová (bezpp) za SZ                | 7 396 (26,74%)  | 10 756 (73,75%) | Stanislava Slavíková (ČSSD)     | 4 788 (17,31%)  | 3 827 (26,24%)  |
| č. 62 – Prostějov          | Božena Sekaninová (ČSSD)                 | 5         | 35,65%  | 16,23%  | Božena Sekaninová (ČSSD)                      | 14 184 (42,65%) | 12 313 (73,30%) | Jaroslav Šlambor (KSČM)         | 6 311 (18,98%)  | 4 483 (26,69%)  |
| č. 65 – Šumperk            | Adolf Jílek (TOP 09) za KDU-ČSL          | 9         | 33,97%  | 18,46%  | Zdeněk Brož (bezpp) za KDU-ČSL                | 7 578 (25,51%)  | 10 271 (55,52%) | Miloslav Vlček (ČSSD)           | 6 746 (22,71%)  | 8 227 (44,47%)  |
| č. 68 – Opava              | Václav Vlček (ODS)                       | 6         | 32,80%  | 17,17%  | Vladimír Plaček (ČSSD)                        | 9 347 (30,43%)  | 11 372 (62,23%) | Václav Vlček (ODS)              | 6 214 (20,23%)  | 6 901 (37,76%)  |
| č. 71 – Ostrava-město      | Otakar Veřovský (ČSSD)                   | 7         | 31,20%  | 16,83%  | Leopold Sulovský (bezpp) za Ostravak          | 8 364 (31,75%)  | 9 232 (58,52%)  | Karel Sibinský (ČSSD)           | 8 297 (31,49%)  | 6 543 (41,47%)  |
| č. 74 – Karviná            | Petr Vícha (ČSSD)                        | 6         | 34,26%  | 16,32%  | Petr Vícha (ČSSD)                             | 12 697 (41,18%) | 9 647 (59,70%)  | Milada Halíková (bezpp) za KSČM | 9 115 (29,56%)  | 6 510 (40,29%)  |
| č. 77 – Vsetín             | Jiří Čunek (KDU-ČSL)                     | 8         | 35,23%  | 19,23%  | Jiří Čunek (KDU-ČSL)                          | 16 306 (47,28%) | 14 995 (72,13%) | Jindřich Šnejdrla (ČSSD)        | 5 738 (16,63%)  | 5 793 (27,86%)  |
| č. 80 – Zlín               | Jana Juřenčáková (bezpp) za NSK          | 7         | 42,85%  | 26,58%  | Tomio Okamura (bezpp) jako nezávislý kandidát | 11 772 (30,27%) | 17 401 (66,23%) | Stanislav Mišák (ČSSD)          | 9 740 (25,05%)  | 8 871 (33,76%)  |

Čísla tučně značí nejvyšší hodnotu v daném sloupci, tedy například nejvyšší volební účast, nejvíce kandidátů či nejvyšší absolutní počet hlasů. Kurzíva značí naopak hodnotu nejmenší, například nejmenší absolutní či relativní počet hlasů pro postup do 2. kola.